# TSSK2
TSSK2 (англ. Testis specific serine kinase 2) – білок, який кодується однойменним геном, розташованим у людей на короткому плечі 22-ї хромосоми. Довжина поліпептидного ланцюга білка становить 358 амінокислот, а молекулярна маса — 40 939.
| 10         |  | 20         |  | 30         |  | 40         |  | 50         |
| ---------- |  | ---------- |  | ---------- |  | ---------- |  | ---------- |
| MDDATVLRKK |  | GYIVGINLGK |  | GSYAKVKSAY |  | SERLKFNVAV |  | KIIDRKKTPT |
| DFVERFLPRE |  | MDILATVNHG |  | SIIKTYEIFE |  | TSDGRIYIIM |  | ELGVQGDLLE |
| FIKCQGALHE |  | DVARKMFRQL |  | SSAVKYCHDL |  | DIVHRDLKCE |  | NLLLDKDFNI |
| KLSDFGFSKR |  | CLRDSNGRII |  | LSKTFCGSAA |  | YAAPEVLQSI |  | PYQPKVYDIW |
| SLGVILYIMV |  | CGSMPYDDSD |  | IRKMLRIQKE |  | HRVDFPRSKN |  | LTCECKDLIY |
| RMLQPDVSQR |  | LHIDEILSHS |  | WLQPPKPKAT |  | SSASFKREGE |  | GKYRAECKLD |
| TKTGLRPDHR |  | PDHKLGAKTQ |  | HRLLVVPENE |  | NRMEDRLAET |  | SRAKDHHISG |
| AEVGKAST   |  |            |  |            |  |            |  |            |

A: Аланін

C: Цистеїн

D: Аспарагінова кислота

E: Глутамінова кислота

F: Фенілаланін

G: Гліцин

H: Гістидин

I: Ізолейцин

K: Лізин

L: Лейцин

M: Метіонін

N: Аспарагін

P: Пролін

Q: Глутамін

R: Аргінін

S: Серин

T: Треонін

V: Валін

W: Триптофан

Кодований геном білок за функціями належить до трансфераз, кіназ, серин/треонінових протеїнкіназ, білків розвитку, фосфопротеїнів. 
Задіяний у таких біологічних процесах, як диференціація клітин, сперматогенез. 
Білок має сайт для зв'язування з АТФ, нуклеотидами, іонами металів, іоном магнію. 
Локалізований у цитоплазмі, цитоскелеті.